# Vapor Pissit
El Vapor Pissit (conegut popularment com a Vapor de Cal Pissit) fou un vapor tèxtil de Sabadell fundat el 1843 per l'empresari Miquel de Berga i obra de Josep Duran i Sors. La nau del carrer del Sol és una de les darreres mostres de vapors amb planta baixa, primer pis i soterrani que es conserven.

## Història
El Vapor Pissit, construït el 1843, va ser un dels primers vapors de Sabadell i és considerat la primera gran fàbrica de la ciutat. Era el vapor més important de Catalunya dedicat a la fabricació de teixits d'estam i llana, principalment per a l'exèrcit. Els seus productes foren premiats en diferents exposicions. Estava situat a la cantonada del carrer del Sol i del carrer d'Alemanya, al preeixample de la Rambla, i s'organitzava entorn d'un pati central de drapaires. L'any 1862 hi treballaven 95 homes i 48 dones, i hi havia instal·lada una màquina de vapor de 20 cavalls.
Arran d'un incendi l'any 1909 fou restaurada totalment, si bé amb algunes modificacions, tal com demostra un plafó ceràmic commemoratiu de 1911 situat a l'interior de l'edifici.

## Estructura
Manté la tipologia i l'estructura original dels vapors i encara conserva part del sistema d’embarrats que s’utilitzava per a transmetre l'energia a les diferents màquines, entre elles dues selfactines, les úniques que queden a Catalunya i de les poques a Europa.
Constava d'una nau, paral·lela al carrer del Sol, de secció rectangular que és dividida en soterrani, planta baixa, primer pis i sostremort, amb una coberta de doble vessant. Totes les finestres arrenglerades en fileres eren fetes en arc escarser i d'estil Manchester.

## Actualitat

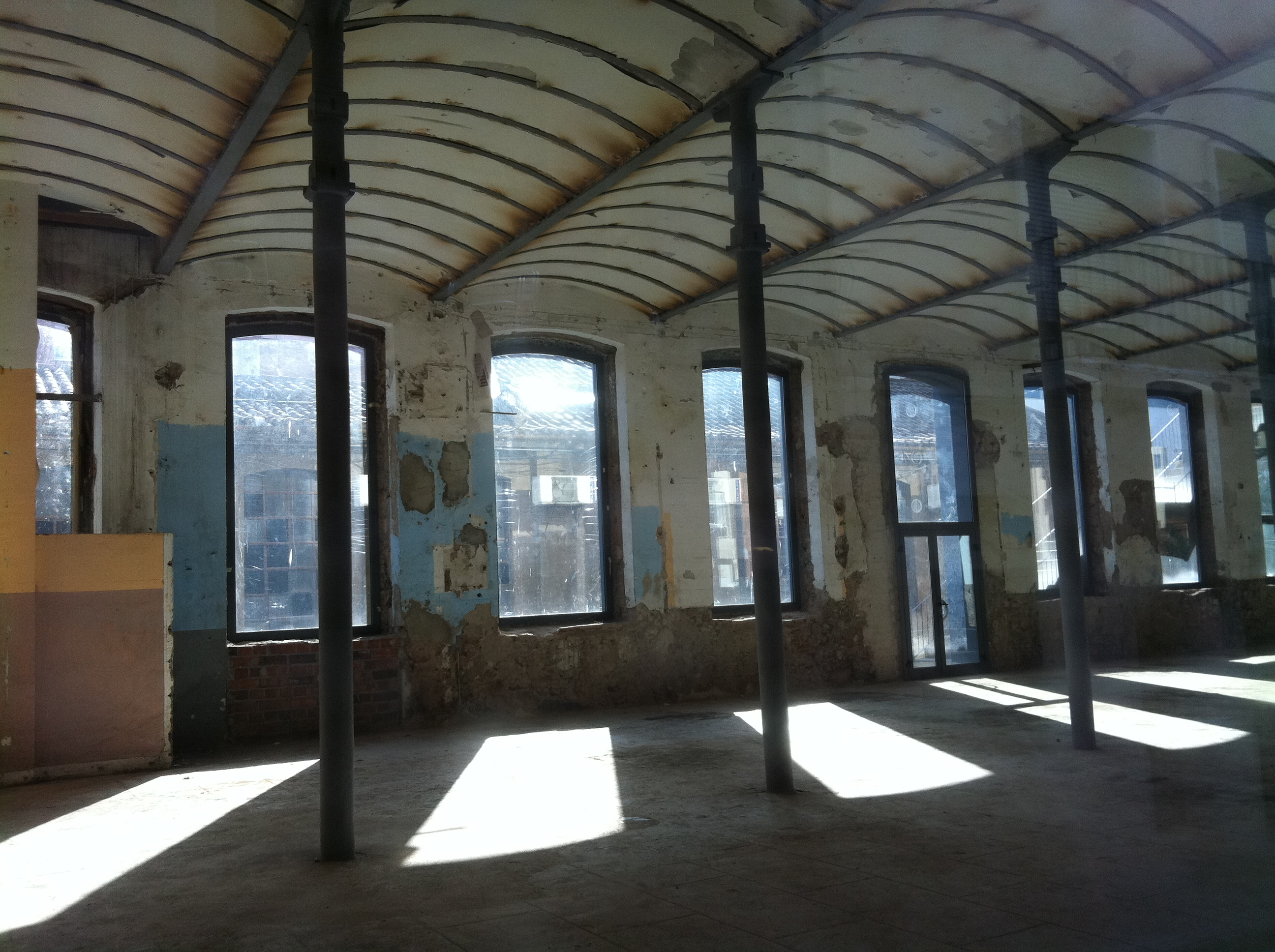
Interiors del Vapor Pissit de Sabadell

Actualment l'Ajuntament de Sabadell és el propietari de l'antic vapor. L'estructura es conserva igual des de la reconstrucció de 1911, ja que no ha patit cap canvi des de l'incendi de principis del segle xx. Ara, però, està en desús i força deteriorat.
Hi ha hagut una constant crida popular i política perquè el Vapor Pissit esdevingui el Museu Tèxtil de la Llana i el Tèxtil a Sabadell. Proposta aprovada al ple municipal per unanimitat al febrer del 1998 per la creació del Museu de la Indústria Tèxtil Llanera (MITL) i el corresponent Projecte Museològic. Va ser llavors quan l’Ajuntament va adquirir el Vapor Pissit per ubicar-hi el Museu. Una iniciativa popular que lluita pel manteniment i destinar l'edifici de l'antic vapor per la construcció d'un museu sobre la història de la indústria tèxtil de Sabadell.
 Les obres de rehabilitació de la façana van finalitzar el desembre de 2010. Aquestes obres de manteniment van ser degut a l'estat i alhora per la previsió de l'ús museològic que se'n havia de fer.
La insistència popular s'ha fet forta deguda a les polèmiques d'alguns partits que al llarg dels anys l'han volgut transformar, enderrocar i convertir en oficines municipals, deixant de banda l'acord unànime del ple del febrer del 1998.
Els valors tecnològics, arquitectònics i històrics que atresora el Vapor Pissit van fer que fos considerat l'equipament idoni per ubicar-hi el MITL.